# Lasioglossum debilinerve
Lasioglossum debilinerve är en biart som först beskrevs av Cockerell 1911.  Lasioglossum debilinerve ingår i släktet smalbin, och familjen vägbin. Inga underarter finns listade i Catalogue of Life.